# Cyrille Van Hauwaert
Cyrille Van Hauwaert, né le 16 décembre 1883 à Moorslede et mort le 15 février 1974 à Zellik, est un coureur cycliste belge. Il a notamment remporté Paris-Roubaix et Milan-San Remo en 1908, et Bordeaux-Paris à deux reprises (1907 et 1909). Surnommé « Ventre ouvert » par ses coéquipiers français, il est le premier champion cycliste belge.

## Biographie
Cyrille Van Hauwaert naît le 16 décembre 1883, grandit et vit à Moorslede en Flandre-Occidentale, où il exerce le métier de valet de ferme.
En 1907, il quitte Moorslede et se présente au bureau de l'équipe La Française à Paris, deux jours avant Paris-Roubaix, muni d'une lettre de recommandation d'un agent de l'équipe à Ypres. Le directeur sportif Pierre Pierrard, qui le reçoit, souhaite satisfaire à la lettre qui lui est présentée. Cependant, Paris-Roubaix est disputé à l'époque derrière des entraîneurs et les deux coureurs de l'équipe La Française, les frères Émile et Léon Georget, disposent déjà d'un nombre suffisant d'entraîneurs. Pierrard décide par conséquent d'engager Van Hauwaert sur Paris-Roubaix sans entraîneur. À la suite des défaillances des frères Georget durant la course, Van Hauwaert bénéficie tout de même du service d'entraîneurs à partir d'Arras. Malgré une chute, il crée la surprise en prenant la deuxième place derrière Georges Passerieu. Considéré comme la révélation de la course, il part favori de Bordeaux-Paris, qui a lieu deux mois plus tard et qu'il remporte. Il participe ensuite au Tour de France, qu'il abandonne à la 10e étape.
Van Hauwaert rejoint en 1908 l'équipe Alcyon. Il participe à la deuxième édition de Milan-San Remo. Pour s'entraîner, il fait le voyage à vélo entre la Belgique jusqu'au départ à Milan. À Paris, il est rejoint par plusieurs coureurs français, dont Augustin Ringeval, qui l'accompagne jusqu'à Milan. La course est affectée par un temps particulièrement difficile, avec des vents soufflant en rafales et une pluie verglaçante, du début à la fin de l'épreuve. L'état dramatique des routes contribue à la dureté de la course, ce qui provoque plusieurs crevaisons et des pannes mécaniques. À Masone, il se retrouve en tête de course avec les Italiens Rossignoli et Galetti, ainsi que les coureurs français Pottier et Lignon. Dans la commune de Finale Ligure, il accélère et lâche Lignon, son dernier compagnon d'échappée pour tenter de résister en solitaire jusqu'à l'arrivée. Derrière, Luigi Ganna, André Trousselier et Augustin Ringeval se mettent à sa poursuite. Ganna se rapproche dangereusement, mais Van Hauwaert maintient son avance jusqu'à l'arrivée à San Remo.
Deux semaines plus tard, il est le principal favori de Paris-Roubaix. Accusant deux minutes de retard sur François Faber en arrivant à Roubaix, il dépasse celui-ci, victime d'une chute en essayant d'éviter un enfant, peu avant l'entrée du vélodrome et remporte la course. Il déclare alors vouloir gagner le Tour de France. Il n'y parviendra pas, ni en 1908, ni les années suivantes. Durant l'année, il signe des deuxièmes places sur Paris-Bruxelles, Bordeaux-Paris et au championnat de Belgique. Depuis 1908, seul l'Irlandais Sean Kelly (en 1986), l'Allemand John Degenkolb (en 2015) et le Néerlandais Mathieu van der Poel (en 2023) sont parvenus à remporter Paris-Roubaix et Milan-San Remo la même année.
L'année suivante, Van Hauwaert se classe 4e de Milan-San Remo puis de Paris-Roubaix, en ayant été victime d'une chute dans les derniers kilomètres. Il remporte Bordeaux-Paris pour la deuxième fois, le championnat de Belgique et la première étape du Tour de France. Il prend la cinquième place du classement général de l'épreuve, derrière quatre autres coureurs Alcyon.
Lors du Milan-San Remo 1910, disputée dans des conditions glaciales, il fait partie des trente coureurs encore en course à Masone. Au sommet du Turchino, après cinq heures de course, il est seul en tête, suivi par Eugène Christophe à 10 minutes, Ernest Paul à 19 minutes et Luigi Ganna à 22. Van Hauwaert chute dans la descente enneigée et cherche refuge dans un chalet. Lorsqu'il est assez réchauffé, il refuse de reprendre la course sur des routes complètement enneigées.
À l'exception de Paris-Menin en 1910, Van Hauwaert ne remporte plus de course sur route importante par la suite. Il termine deuxième de Paris-Roubaix cette année-là, troisième en 1911 après avoir été victime d'une crevaison, et sixième en 1914, pour sa dernière participation. Il gagne les Six jours de Bruxelles en 1914 et 1915.
Ses nombreux succès sur route et sa participation à des courses sur pistes à la fin de sa carrière associés à sa grande popularité participa à la renaissance du cyclisme sur route mais aussi à celle des vélodromes.

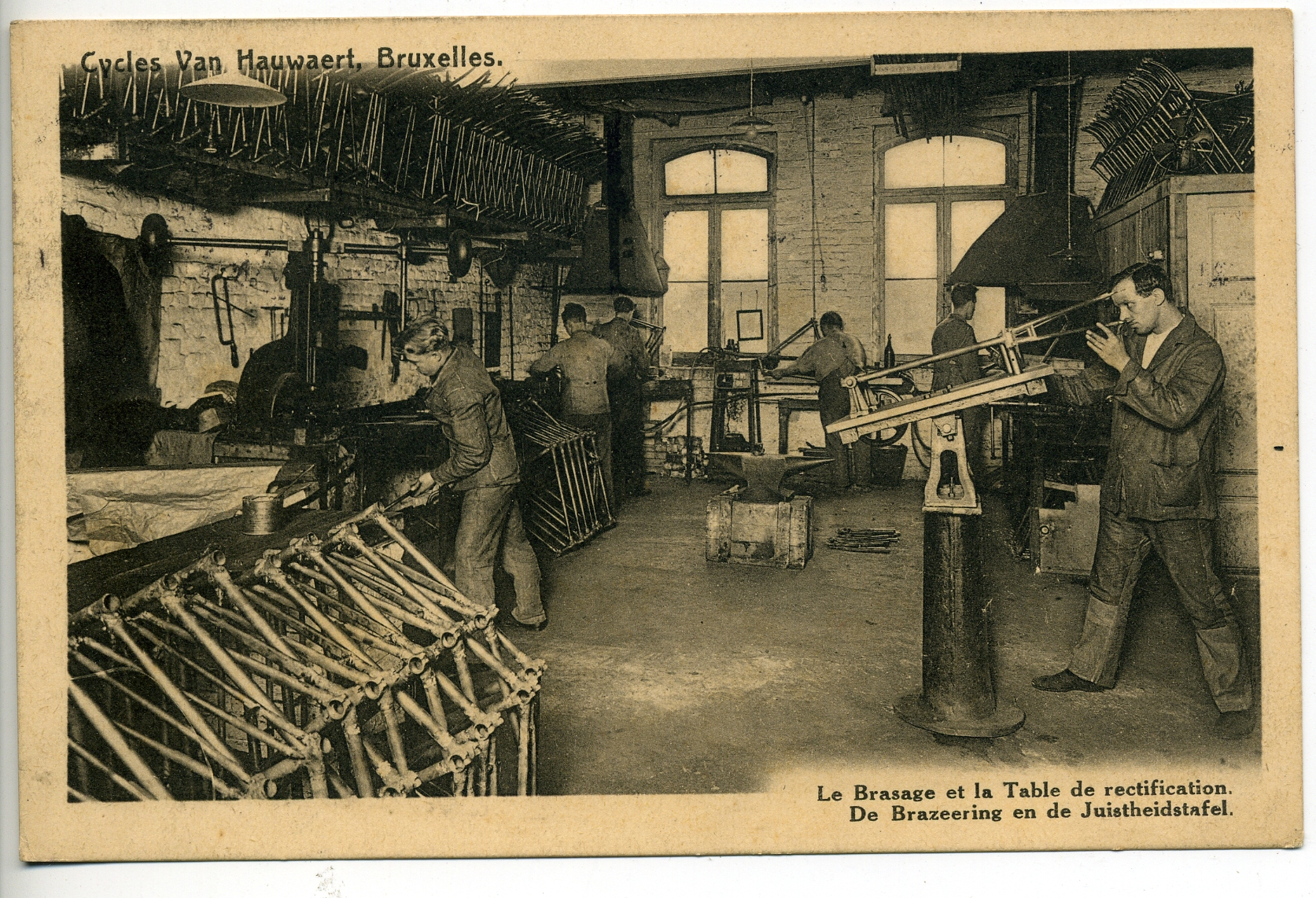
Carte postale - Cycles Van Hauwaert - 1926

Après sa carrière de coureur, Cyrille Van Hauwaert a géré un commerce de cycles. Il a créé sa propre marque de "Cycles Van Hauwaert", et dirigé une équipe cycliste à son nom entre 1953 et 1955.

## Palmarès
- 1907
  - Bordeaux-Paris
  - 2e de Paris-Roubaix
  - 4e de Paris-Bruxelles
- 1908
  - Milan-San Remo
  - Paris-Roubaix
  - 2e de Bordeaux-Paris
  - 2e de Paris-Bruxelles
  - 2e du championnat de Belgique sur route
- 1909
  -  Champion de Belgique sur route
  - Bordeaux-Paris
  - 2e étape du Tour de Belgique
  - 1re étape du Tour de France
  - 3e du Tour de Belgique
  - 4e de Milan-San Remo
  - 4e de Paris-Roubaix
  - 5e du Tour de France
- 1910
  - Paris-Menin
  - 2e de Paris-Roubaix
  - 3e de Paris-Bruxelles
  - 4e du Tour de France
- 1911
  - 2e de Paris-Tours
  - 3e de Paris-Roubaix
  - 3e du championnat de Belgique sur route
  - 3e du Tour de Lombardie
- 1912
  - 10e de Paris-Bruxelles
- 1913
  - 2e de Paris-Bruxelles
  - 2e de Bordeaux-Paris
  - 2e de Bruxelles-Paris
- 1914
  - Six Jours de Bruxelles (avec John Stol)
  - 3e de Bordeaux-Paris
  - 6e de Paris-Roubaix
- 1915
  - Six Jours de Bruxelles (avec Joseph Van Bever)

## Résultats sur le Tour de France
4 participations
- 1907 : abandon (10e étape)
- 1908 : abandon (6e étape)
- 1909 : 5e du classement général et vainqueur de la 1re étape, leader pendant 1 jour
- 1910 : 4e du classement général